# Judita Kežman Počkaj
Judita Kežman Počkaj, slovenski pedagoginja in politik, * 23. september 1958.
Med 25. oktobrom 2001 in 3. decembrom 2004 je bila državna sekretarka Republike Slovenije na Ministrstvu za šolstvo, znanost in šport Republike Slovenije.